# 薯蕷
薯蓣（学名：Dioscorea polystachya）又稱為「蒣」，是薯蓣科薯蓣属的一种植物。薯蕷的块莖称为山药，冬季采挖。原產地位於中国豫西北的焦作地区附近，古称怀庆府，因而也得名怀山药。

## 名称
山药一名首见于《山海经·北山经》藷藇，又名署预（《山海经》）、薯蕷、山芋（《本经》）、怀山药（《本草纲目》《神农本草经》）、山藷（《名医别录》）、薯药（《清异录》）、淮山药（《饮片新参》）、淮山、怀山、野山豆（江苏睢宁）、野脚板薯（湖南南岳）、白薯、長山藥、面山药（甘肃徽县）或者長芋、家山药、田薯、佛掌薯、戟葉田薯。

## 形态
多年生草质缠绕藤本。叶片形状多变，叶腋间常生1-3个珠芽（气生块茎）。地下具圆柱形肉质块茎，垂直生长，表皮粗糙，黄褐色，密生细须根。夏季开乳白色花，花单生，少有结实，都实行块茎繁殖。三棱状扁圆形的蒴果（成熟後裂開）。

### 采收
山药通常深埋於地下，與淺埋的馬鈴薯不同，不能直接拔起採收。需在田畦深挖沟后，细心挖掘长块茎。地上部叶腋间则可收获腋芽，即零余子（山药豆）。

## 分布
原產於中國大陸，分布于河南、福建、山东、河北、浙江、湖南、湖北、江西、河北、安徽、江苏、云南、广西、贵州等地。17世紀前已傳至朝鮮、日本。台灣近年來開始經濟性種植。生长於海拔350米至1,100米的地区，多生在山坡、山谷林下、路旁的灌丛中、溪边及杂草中。

## 药用

### 中醫
长在地下的块茎曬乾后可當中醫藥材，称为淮山。中医认为它具有补脾益肾、养肺、止泻、敛汗之功效。味甘而性平，入脾、肺、腎三經。李時珍的《本草綱目》一書提及山藥能“益腎氣、健脾胃、止泄瀉、化痰涎、潤皮毛”。山藥也是四神湯的材料之一。
燥熱體質及容易脹氣者，建議少吃，如身體虛弱或患有急性炎症、便秘等，建議不宜食用。

### 科學研究
現代科學分析，山藥的最大特點是含有大量的黏蛋白。黏蛋白是一種多糖蛋白質的混合物，對人體具有特殊的保健作用，能防止脂肪沈積在心血管上，保持血管彈性，阻止動脈粥樣硬化過早發生；可減少皮下脂肪堆積；能防止結締組織的萎縮，預防類風濕關節炎、硬皮病等膠原病的發生。
其所含的多巴胺，具有擴張血管、改善血液循環的重要功能，該成分在治療中佔有重要位置。

### 注意事項
山藥皮中所含的皂角素或黏液裡含的植物鹼。有些人接觸會引起山藥過敏而發癢，處理山藥時應避免直接接觸。

## 外部連結
- 薯蕷 Shuyu （页面存档备份，存于） 藥用植物圖像數據庫 (香港浸會大學中醫藥學院) （中文）（英文）
- 山藥 Shanyao 中藥材圖像數據庫 (香港浸會大學中醫藥學院) （中文）（英文）
- 山藥 Shan Yao （页面存档备份，存于） 中藥標本數據庫 (香港浸會大學中醫藥學院) （繁體中文）（英文）
- （简体中文）中国数字植物标本馆中的相关内容：薯蕷